# 開運商法
開運商法（かいうんしょうほう）とは、「身に付けるだけで運気が上がる」や「能力がアップする」などと宣伝して印鑑など高額な開運グッズを買わせる商法。似た詐欺行為に霊感商法がある。消費者庁、独立行政法人国民生活センター、千葉県、群馬県、岐阜県、神奈川県などは公式サイトで、これらの商法に騙されないように警告している。